# Sára Kaňkovská
Sára Kaňkovská (Olomouc, 22 juni 1998) is een Tsjechisch baanwielrenner.
In 2016 won Kaňkovská de keirin op zowel het Europees kampioenschap als het wereldkampioenschap voor junioren.
In 2020 werd ze tweede op de keirin tijdens de Europese kampioenschappen baanwielrennen in Plovdiv.
De tweelingzus van Sara, Ema is ook baanwielrenster.

## Palmares

### Baanwielrennen
| Jaar     | TK                             | EK              | WK       | Overig   |
| junioren | junioren                       | junioren        | junioren | junioren |
| -------- | ------------------------------ | --------------- | -------- | -------- |
| 2015     |                                |                 | keirin   |          |
| 2016     | sprint, 500m tijdrit · scratch | keirin · sprint | keirin   |          |
| Elite    |                                |                 |          |          |
| 2013     | puntenkoers                    |                 |          |          |
| 2014     | ploegenachtervolging           |                 |          |          |
| 2015     |                                |                 |          |          |
| 2016     | omnium                         |                 |          |          |
| 2017     |                                |                 |          |          |
| 2018     | koppelkoers                    |                 |          |          |
| 2019     | sprint, keirin · 500m tijdrit  |                 |          |          |
| 2020     | sprint, keirin                 | keirin          |          |          |